# اریکا سالیوان
اریکا سالیوان (انگلیسی: Erica Sullivan؛ زادهٔ ۹ اوت ۲۰۰۰) شناگر اهل ایالات متحده آمریکا است.
وی در مسابقات کشوری و بین‌المللی در مجموع برندهٔ ۱ مدال نقره شده‌است.